# Isländischer Fußballpokal der Männer 2014
Der isländische Fußballpokal 2014 war die 55. Austragung des isländischen Pokalwettbewerbs der Männer. Pokalsieger wurde KR Reykjavík. Das Team setzte sich am 16. August 2014 im Laugardalsvöllur von Reykjavík gegen Keflavík ÍF durch und qualifizierte sich damit für die Europa League. Titelverteidiger Fram Reykjavík schied im Viertelfinale gegen den späteren Finalisten Keflavík ÍF aus.

## Modus
Die Begegnungen wurden in einem Spiel ausgetragen. In den ersten zwei Runden nahmen Vereine ab der zweiten Liga abwärts teil. Die Vereine der ersten Liga stiegen erst in der 3. Runde ein. Bei unentschiedenem Ausgang wurde das Spiel zunächst verlängert und gegebenenfalls durch Elfmeterschießen entschieden.

## 1. Runde
| Datum      |                             | Ergebnis              |                       |
| ---------- | --------------------------- | --------------------- | --------------------- |
| 02.05.2014 | Leiknir Fáskrúðsfjörður     | 4:2                   | Höttur Egilsstaðir    |
| 03.05.2014 | KFS Vestmannaeyja           | 3:1                   | ÍF Grótta             |
| 03.05.2014 | Augnablik Kópavogur         | 7:1                   | Léttir Reykjavík      |
| 03.05.2014 | KFR Hella/Hvolsvöllur       | 2:0                   | UMF Álftanes          |
| 03.05.2014 | Árborg Selfoss              | 1:1 n. V. (2:4 i. E.) | Víðir Garði           |
| 03.05.2014 | Mídas Reykjavík             | 1:2                   | UMF Afturelding       |
| 03.05.2014 | Hamar Hveragerði            | 6:1                   | Snæfell Stykkishólmur |
| 03.05.2014 | Völsungur Húsavík           | 11:00                 | Nökkvi Akureyri       |
| 03.05.2014 | KFF Fjarðabyggðar           | 5:1                   | UMF Einherji          |
| 03.05.2014 | Kría Seltjarnarnes          | 1:3                   | Vængir Júpiters       |
| 03.05.2014 | UMF Njarðvík                | 3:1                   | KB Breiðholts         |
| 03.05.2014 | KH Hlíðarendi               | 6:3                   | Kóngarnir Reykjavík   |
| 03.05.2014 | Elliði Reykjavík            | 2:1                   | Örninn Kópavogur      |
| 03.05.2014 | Skínandi Garðabær           | 11:00                 | Afríka Reykjavík      |
| 03.05.2014 | Magni Grenivík              | 9:1                   | Hamrarnir Akureyri    |
| 03.05.2014 | UMF Stokkseyri              | 0:1                   | Ármann Reykjavík      |
| 03.05.2014 | UMF Grundarfjörður          | 5:1                   | Vatnaliljur Kópavogur |
| 03.05.2014 | ÍH Hafnarfjörður            | 3:1                   | Ísbjörninn Kópavogur  |
| 03.05.2014 | KFG Garðabær                | 4:0                   | Gnúpverjar Reykjavík  |
| 04.05.2014 | Stál-úlfur Kópavogur        | 0:8                   | UMF Þróttur Vogar     |
| 04.05.2014 | Reynir Sandgerði            | 2:3                   | Ægir þorlákshöfn      |
| 04.05.2014 | Hvíti riddarinn Mosfellsbær | 1:4 n. V.             | ÍR Reykjavik          |
| 04.05.2014 | Lumman Kópavogu             | 3:6                   | Berserkir Reykjavík   |

## 2. Runde
| Datum      |                         | Ergebnis  |                       |
| ---------- | ----------------------- | --------- | --------------------- |
| 13.05.2014 | Kári Akranes            | 0:4       | KF Vesturbæjar        |
| 13.05.2014 | Berserkir Reykjavík     | 2:8       | BÍ/Bolungarvík        |
| 13.05.2014 | Hamar Hveragerði        | 1:0       | KFR Hella/Hvolsvöllur |
| 13.05.2014 | Leiknir Fáskrúðsfjörður | 1:3       | ÍR Reykjavik          |
| 13.05.2014 | Vængir Júpiters         | 0:3       | Augnablik Kópavogur   |
| 13.05.2014 | Elliði Reykjavík        | 0:2       | Haukar Hafnarfjörður  |
| 13.05.2014 | Skínandi Garðabær       | 0:4       | Víðir Garði           |
| 13.05.2014 | Ægir þorlákshöfn        | 0:4       | UMF Afturelding       |
| 13.05.2014 | UMF Grindavík           | 4:1       | ÍA Akranes            |
| 13.05.2014 | KA Akureyri             | 7:0       | Magni Grenivík        |
| 13.05.2014 | UMF Sindri Höfn         | 4:3 n. V. | Huginn Seyðisfjörður  |
| 13.05.2014 | KH Hlíðarendi           | 1:3       | UMF Selfoss           |
| 13.05.2014 | þróttur Reykjavík       | 5:0       | KFS Vestmannaeyja     |
| 13.05.2014 | Leiknir Fáskrúðsfjörður | 1:4       | KFF Fjarðabyggðar     |
| 13.05.2014 | UMF Þróttur Vogar       | 3:4 n. V. | KFG Garðabær          |
| 13.05.2014 | UMF Víkingur            | 0:2       | HK Kópavogur          |
| 13.05.2014 | KS Fjallabyggðar        | 2:0       | Völsungur Húsavík     |
| 14.05.2014 | UMF Tindastóll          | 1:2       | KS Dalvík/Reynir      |
| 14.05.2014 | UMF Grundarfjörður      | 2:6       | UMF Njarðvík          |
| 14.05.2014 | ÍH Hafnarfjörður        | 1:0       | Ármann Reykjavík      |

## 3. Runde
Teilnehmer: Die 20 Sieger der 2. Runde und die 12 Vereine der Pepsideild 2014.
| Datum      |                     | Ergebnis              |                      |
| ---------- | ------------------- | --------------------- | -------------------- |
| 26.05.2014 | HK Kópavogur        | 1:2                   | Breiðablik Kópavogur |
| 27.05.2014 | Fram Reykjavík      | 1:0                   | KA Akureyri          |
| 27.05.2014 | UMF Sindri Höfn     | 0:2                   | KF Vesturbæjar       |
| 27.05.2014 | ÍBV Vestmannaeyja   | 3:0                   | Haukar Hafnarfjörður |
| 27.05.2014 | ÍH Hafnarfjörður    | 1:5                   | þór Akureyri         |
| 27.05.2014 | Víðir Garði         | 0:1                   | Valur Reykjavík      |
| 27.05.2014 | Fylkir Reykjavík    | 3:1                   | UMF Njarðvík         |
| 27.05.2014 | Hamar Hveragerði    | 3:2                   | KS Fjallabyggðar     |
| 28.05.2014 | BÍ/Bolungarvík      | 4:2                   | KFF Fjarðabyggðar    |
| 28.05.2014 | UMF Stjarnan        | 6:0                   | UMF Selfoss          |
| 28.05.2014 | Fjölnir Reykjavík   | 1:0                   | KS Dalvík/Reynir     |
| 28.05.2014 | UMF Afturelding     | 1:1 n. V. (4:5 i. E.) | ÍR Reykjavik         |
| 28.05.2014 | KR Reykjavík        | 1:0                   | FH Hafnarfjörður     |
| 28.05.2014 | Víkingur Reykjavík  | 4:1 n. V.             | UMF Grindavík        |
| 28.05.2014 | Augnablik Kópavogur | 0:5                   | Keflavík ÍF          |
| 28.05.2014 | KFG Garðabær        | 0:4                   | þróttur Reykjavík    |

## Achtelfinale
| Datum      |                      | Ergebnis  |                   |
| ---------- | -------------------- | --------- | ----------------- |
| 17.06.2014 | BÍ/Bolungarvík       | 5:2 n. V. | ÍR Reykjavik      |
| 18.06.2014 | ÍBV Vestmannaeyja    | 3:0       | Valur Reykjavík   |
| 18.06.2014 | KF Vesturbæjar       | 3:5       | Fram Reykjavík    |
| 18.06.2014 | UMF Stjarnan         | 0:1 n. V. | þróttur Reykjavík |
| 18.06.2014 | Víkingur Reykjavík   | 5:1       | Fylkir Reykjavík  |
| 19.06.2014 | Breiðablik Kópavogur | 3:1 n. V. | þór Akureyri      |
| 19.06.2014 | KR Reykjavík         | 4:2       | Fjölnir Reykjavík |
| 19.06.2014 | Keflavík ÍF          | 6:1       | Hamar Hveragerði  |

## Viertelfinale
| Datum      |                      | Ergebnis  |                    |
| ---------- | -------------------- | --------- | ------------------ |
| 06.07.2014 | Fram Reykjavík       | 1:3       | Keflavík ÍF        |
| 06.07.2014 | Breiðablik Kópavogur | 0:2       | KR Reykjavík       |
| 07.07.2014 | þróttur Reykjavík    | 0:1 n. V. | ÍBV Vestmannaeyja  |
| 07.07.2014 | BÍ/Bolungarvík       | 0:3       | Víkingur Reykjavík |

## Halbfinale
| Datum      |                   | Ergebnis              |                    |
| ---------- | ----------------- | --------------------- | ------------------ |
| 30.07.2014 | Keflavík ÍF       | 0:0 n. V. (4:2 i. E.) | Víkingur Reykjavík |
| 31.07.2014 | ÍBV Vestmannaeyja | 2:5                   | KR Reykjavík       |

## Finale
| Paarung        | KR Reykjavík – Keflavík ÍF |
| Ergebnis       | 2:1 (1:1) |
| Datum          | 16. August 2014 |
| Stadion        | Laugardalsvöllur, Reykjavík |
| Zuschauer      | 4.694 |
| Schiedsrichter | Garðar Örn Hinriksson |
| Tore           | 0:1 Hörður Sveinsson (14.) 1:1 Grétar Sigfinnur Sigurðarson (17.) 2:1 Kjartan Henry Finnbogason (90.) |
| KR Reykjavík   | Stefán Logi Magnússon – Grétar Sigfinnur Sigurðarson, Haukur Heiðar Hauksson, Aron Bjarki Jósepsson, Guðmundur Reynir Gunnarsson – Baldur Sigurðsson, Óskar Örn Hauksson, Jónas Guðni Sævarsson (75. Farid Zato-Arouna), Almarr Ormarsson – Gary Martin, Kjartan Henry Finnbogason. Cheftrainer: Rúnar Kristinsson                                                                                 |
| Keflavík ÍF    | Jonas Fredrik Sandqvist – Halldór Kristinn Halldórsson (90+2' Bojan Stefán Ljubičić), Frans Elvarsson, Haraldur Freyr Guðmundsson, Aron Rúnarsson Heiðdal – Einar Orri Einarsson, Jóhann Birnir Guðmundsson (68. Magnús Sverrir Þorsteinsson), Sindri Snær Magnússon (77. Sigurbergur Elísson), Magnús Þórir Matthíasson – Hörður Sveinsson, Elías Már Ómarsson. Cheftrainer: Kristján Guðmundsson |
| Gelbe Karten   | keine – Haraldur Freyr Guðmundsson, Einar Orri Einarsson, |